# 奧特瑪彗星
奧特瑪彗星（39P/Oterma）是一顆不活躍的週期彗星，軌道周期將近20年，位於木星軌道之外。彗核直徑約4-5公里。
天文學家上一次觀測到該彗星是2021年8月，奧特瑪彗星於2023年7月到達近日點，距離木星1.2天文單位。它在 2025年1月溫和接近木星。2042年7月，奧特瑪彗星將再次到達近日點，距離太陽5.9天文單位。2023年11月11日，奧特瑪彗星抵達衝的位置。

## 發現史
1943年4月8日，芬蘭圖爾庫大學天文台的利斯·奧特瑪在照片板上發現這顆彗星，當時它是處女座中一顆15等的微弱天體。利蘭·坎寧安（Leland Cunningham）和R. N. Thomas計算出彗星軌道後發現，該彗星軌道偏心率小，近日點距離太陽為3.4AU（稍微超過主小行星帶），軌道周期為7.9年。
這顆彗星1950年和1958年回歸時，天文學家都觀測到彗星。然而，1963年4月12日，奧特瑪彗星近距離接近木星（0.095 AU），隨後進入不活躍的半人馬小行星軌道，導致奧特瑪彗星在很長一段時間內不會比22等星還亮。
2001年8月13日，天文學家透過夏威夷大學莫納克亞山2.2公尺反射望遠鏡拍攝的CCD影像再次發現該彗星的蹤跡。